# Gaby Schäfer
Gabriele Klara Schäfer (* 28. Februar 1957 in Uchtelfangen, heute zu Illingen (Saar)) ist eine deutsche Politikerin (CDU).

## Ausbildung und Beruf
Nach ihrer Fachhochschulreife studierte Schäfer an der Katholischen Fachhochschule für Sozialwesen in Saarbrücken. 1979 machte sie ihren Abschluss als Diplom-Sozialarbeiterin. Daraufhin absolvierte sie ein Anerkennungsjahr beim Staatlichen Gesundheitsamt Saarbrücken und war anschließend bis 1981 beim Sozialen Dienst des Jugendamts im Saarpfalz-Kreis beschäftigt. Bis 1985 arbeitete sie bei der Beratungsstelle des Sozialdienstes katholischer Frauen in Lebach, danach bis 1994 bei der Erziehungs-, Ehe-, Familien- und Lebensberatungsstelle des Bistums Trier in Lebach.

## Politik
Schäfer begann ihre politische Laufbahn in den 1970ern mit dem Eintritt in die Junge Union. Der CDU gehört sie seit 1977 an. Von 1989 bis 2004 war sie Mitglied des Gemeinderats Eppelborn.
Dem Landtag des Saarlandes gehörte sie in der 11. und 12. Legislaturperiode (1994–2004) an. Bei den Wahlen zum 13. Landtag konnte sie ebenfalls ein Mandat erreichen, das sie jedoch bald wieder niederlegte, als sie im September 2004 zur Staatssekretärin für Inneres, Familie, Frauen und Sport ernannt wurde; ihre Nachrückerin wurde Nadine Müller. Bei der Landratswahl 2004 im Landkreis Neunkirchen unterlag sie dem Amtsinhaber Rudolf Hinsberger. Am 5. September 2007 wechselte sie nach einer Kabinettsumbildung als Staatssekretärin in das Ministerium für Bildung, Familie, Frauen und Kultur des Saarlandes.
Nach der Landtagswahl 2009 wurde Gaby Schäfer erneut in den Landtag gewählt, legte jedoch ihr Mandat nieder, als sie nach der Bildung der sogenannten „Jamaika-Regierung“ aus CDU, FDP sowie Bündnis 90/Die Grünen am 7. November 2009 zur Staatssekretärin im Ministerium für Arbeit, Familie, Prävention, Soziales und Sport des Saarlandes ernannt wurde.
Bei der vorgezogenen Neuwahl des Saarländischen Landtages nach dem Bruch der Jamaika-Koalition kandidierte Gaby Schäfer ein weiteres Mal und wurde erneut in den Landtag gewählt. Sie legte das Amt der Abgeordneten wie schon bei den Wahlen zuvor jedoch nieder, als sie auch in der Großen Koalition aus CDU und SPD unter Annegret Kramp-Karrenbauer zur Staatssekretärin (im Ministerium für Soziales, Gesundheit, Frauen und Familie) ernannt wurde. 2013 wollte sie als Geschäftsführerin zum Sozialverband VdK wechseln und bat um ihre Versetzung in den einstweiligen Ruhestand. Dies wurde jedoch abgelehnt.
Seit 2004 ist Gaby Schäfer die Integrationsbeauftragte des Saarlandes.
Am 3. November 2007 wurde sie zur Kreisvorsitzenden der CDU im Landkreis Neunkirchen gewählt und in den Jahren 2009 und 2011 in diesem Amt bestätigt. 2012 stellte sie dieses Amt zur Verfügung und machte so den Weg frei für einen Generationswechsel. Zum neuen CDU-Kreisvorsitzenden wurde daraufhin Tobias Hans, Landtagsabgeordneter und ehemals stellvertretender Vorsitzender des Kreisverbands, gewählt.
Am 23. Oktober 2011 kandidierte Gaby Schäfer in der saarländischen Gemeinde Eppelborn, ihrem Heimatort, für das Amt der Bürgermeisterin, unterlag jedoch der Kandidatin der SPD, Birgit Müller-Closset. Für Müller-Closset votierten 52,3 % der Wähler, für Gaby Schäfer 47,6 % bei einer Wahlbeteiligung von rund 57 %.
Nach 10 Jahren als Staatssekretärin zog sie sich aus der Politik zurück. Stattdessen wurde sie im November 2017 Vorsitzende des Paritätischen Wohlfahrtsverbandes Rheinland-Pfalz/Saarland.

## Gesellschaftliches Engagement
- 1995–2005 Vorstandsmitglied Hilfe für junge Menschen Saar e. V. (Trägerverein Klinik Schaumberger Hof)
- seit 2001 Mitglied im Landesvorstand DPWV Rheinland Pfalz-Saar
- seit 2002 Vorsitzende „Verein für Körper- und Mehrfachbehinderte im Saarland e. V.“
- seit 2002 Gesellschafterin der „reha GmbH“ in Saarbrücken und Neunkirchen
- seit 2002 Vorsitzende Sozialdienst katholischer Frauen Saarbrücken e. V.
- seit 2007 Vorsitzende der „Stiftung Rückhalt“

## Persönliches
Gaby Schäfer ist römisch-katholisch, verheiratet und hat zwei Kinder. Sie lebt in Eppelborn.